# 浅乃かこ
浅乃 かこ（あさの かこ、1989年6月15日 - ）は、ワープエンタテインメント専属のAV女優である。

## 概要
- 2010年10月開始のラジオ番組「キングオブコメディのカネとコメ」（ラジオ大阪）のアシスタントを務める。
- AVデビュー以前は着エロDVDに出演経験がある。

## 作品
- アダルトビデオ
  - 現役バリバリ芸能人 浅乃かこ（2011年3月5日、Waap）
  - まじイキっ!!初心者講習（2011年4月5日、Waap）
  - 汗まみれガチ交尾（2011年5月5日、Waap）
  - 1発が大量な濃厚ザーメンをゴックンしてからまた勃ってきちゃいそうなほど丁寧なおそうじフェラ（2011年6月5日、Waap）
  - ドリシャッ！！（2011年7月5日、Waap）
  - 芸能人・浅乃かこ ベスト 4時間（2011年12月15日、Waap）
- 着エロDVD
  - ゲキ着! IDOL HEAVEN （2010年11月14日、ソフト・オン・デマンド）

## 出演番組
- キングオブコメディのカネとコメ（ラジオ大阪・ラジオ日本）

## リンク
- 公式プロフィール
- 本人によるブログ（旧）
- 本人によるブログ